# 鬼子母神 (漫画)
『鬼子母神』（きしもじん）は、山岸凉子による日本の短編漫画。小学館「ビッグゴールド」1993年7月号に掲載された。

## あらすじ
瑞季は、武田家に生まれた二卵性双生児の妹。彼女は小さい頃から何をやっても不器用で、優秀な双子の兄と比較されながら育ってきた。しかし、難関高校に進学して順風満帆だった兄が、挫折を期に大きく変わってしまう。「王子様」の崩壊にショックを受けた瑞季は、気がつくと友人の家に居た。そこで自分の家庭環境が極端に歪んでいることに気付き、瑞季は高校卒業後家を出る。
家を出た瑞季は、時折会う母から兄の様子を聞かされ、兄に会いに行く。兄は酒浸りになり、ほとんど学校に通えず、すっかり見る影も無くなっていたが、それでもなお自分は瑞季より優れていると思い込み、母の理想像であり続けようとしていた。そんな兄を見て、瑞季は「鬼子母神」の神話を思い出すのだった……鬼子母神に可愛がられた末息子は、愛ゆえに母親に食べられてしまったのではないか、食べられた子はいつ真実に気付くのか、と。

## 登場人物
武田　瑞季（たけだ　みずき）
主人公。「悪魔」。幼い頃から何をやっても不器用で、「女の子なんだから」と詰られ続けてきた。母親の思い通りに育たないという意味で、自身を悪魔だと認識している。家事は苦手で成績もさほど良くないが、人を笑わせる才能に恵まれる。しかし「女らしさ」を強要する家族からは一切理解されない。容姿は「黙っていればそこそこ見られるのに」と評されている。モヤシ君との出会いにより武田家の家庭環境の異常さに気付き、高校卒業後は家を出て劇団に所属する。
兄
瑞季の双子の兄、名前は不明。「王子様」。容姿端麗・成績優秀・スポーツ万能と、母親の理想を満たしており幼少時から溺愛されていたため、瑞季からは王子様と認識されている。しかし、進学した難関高で落ちこぼれて挫折を味わい、不登校になり家庭内暴力を振るいはじめる。その後も母親の理想像であり続けようとするあまり、多大なストレスから酒浸りになり、堕落していく。
母親
瑞季たちの母、名前は不明。「観音様」。思い通りに育たない瑞季には冷たく、王子様である兄には甘い。性別役割分業の意識が根強く、瑞季だけに来客応対や家事をさせては失敗を詰ってきた。他方で兄には多大な期待をかけ続け、彼の崩壊の原因を作った張本人だが、まったく自覚は無い。夫とは家庭内離婚状態。
父親
瑞季たちの父、名前は不明。「表札」。仕事を理由にほとんど家庭に干渉せず、瑞季たちが中学生のときにすでに妻と家庭内離婚していた。兄の崩壊・暴力を期に家を出て、戻ってこなくなる。
モヤシ君
瑞季の高校時代の同級生で恋人。本名は不明で、色白で華奢なことからモヤシ君と呼ばれる。共働きの家庭に育ったため家事は姉と分担してこなしてきた。そのため家事全般が上手く、特に料理はかなりの腕前。高校卒業後は瑞季と同棲しながら、スナックの厨房で働いている。

## 収録単行本
- 1995年7月15日発行『黒鳥―ブラック・スワン』(Hakusensha lady’s comics―ミステリーシリーズ) 白泉社 ISBN 4-592-15150-X
- 1999年3月17日発行『黒鳥―ブラック・スワン』(白泉社文庫) 白泉社 ISBN 4-592-88329-2
- 2010年12月20日発行『鬼子母神』(山岸凉子スペシャルセレクション 9) 潮出版社　ISBN 978-4-267-90539-1